# Родон Синмун
Родон Синмун (хангъл: 로동신문, букв. „Вестник на работниците“) е севернокорейски вестник, който е и официалният вестник на ЦК на Корейската работническа партия. Това е най-четеният вестник в страната и излиза всеки ден. За първи път излиза на 1 ноември 1945 под името Чонро („Прав път“). Вестникът засяга информация относно ръководителя Ким Чен Ун, исторически събития, свързани със социализма, държавната икономика, новини от страната и света, както и критики към Южна Корея, Япония и САЩ. Вестникът е безплатен.